# Frappes aériennes de 2025 contre le terminal pétrolier de Ras Isa
Les frappes aériennes de 2025 contre le terminal pétrolier de Ras Isa surviennent le 17 avril 2025 lorsque l'armée de l'air américaine mène 14 frappes aériennes sur un terminal pétrolier clé à Ras Issa, au Yémen sous contrôle houthi. Cette frappe fait au moins 80 morts et 171 blessés, ce qui en fait l'attaque la plus meurtrière au Yémen depuis le début des frappes américaines sur le pays en mars 2025,,.

## Contexte
Le 15 mars 2025, les États-Unis lancent une campagne de frappes aériennes et navales à grande échelle contre des cibles houthies au Yémen, marquant la plus grande opération militaire américaine au Moyen-Orient pendant le second mandat du président Donald Trump. Les frappes ciblent des systèmes radar, des défenses aériennes et des sites de lancement de missiles balistiques et de drones utilisés par les Houthis pour attaquer la navigation commerciale et les navires de guerre dans la mer Rouge et le golfe d'Aden.

## Frappes aériennes
Le 17 avril 2025, le terminal pétrolier de Ras Issa, situé à environ 55 kilomètres au nord de la ville portuaire d'Al-Hodeïda, est frappé par 14 frappes aériennes américaines. Des images montrent de vastes incendies, des explosions et des camions-citernes détruits dans la zone, ainsi qu'au moins dix corps calcinés et des hommes soignés pour brûlures. Le commandement central américain affirme avoir ciblé la zone pour "dégrader la source de pouvoir économique des Houthis". Selon le correspondant d'Al Jazeera Mohammed al-Attab, les raids aériens prennent par surprise les employés et les chauffeurs routiers, les premiers bombardements ayant touché la zone alors qu'ils travaillent. Environ 70% des importations et 80% de l'aide humanitaire au Yémen transitent par les ports de Ras Issa, Al-Hodeïda et As-Salif (en).
Al-Masirah (en) rapporte que de nombreuses victimes sont des travailleurs du secteur pétrolier, ajoutant que cinq ambulanciers sont tués lors de frappes américaines secondaires alors que les autorités sanitaires arrivent sur les lieux.

## Réactions
- Houthis : Les Houthis condamnent les frappes comme un "crime de guerre à part entière, car le port est une installation civile et non militaire", et que "l'administration américaine est pleinement responsable des conséquences résultant de son escalade en mer Rouge". Après les frappes, les Houthis annoncent des attaques de missiles sur Israël et deux porte-avions américains.
- États-Unis : Le commandement central américain affirme que les frappes aériennes ont été entreprises pour saper la source économique des Houthis, ajoutant que "les Houthis, leurs maîtres iraniens et ceux qui aident et encouragent sciemment leurs actions terroristes doivent être avertis que le monde n'acceptera pas la contrebande illicite de carburant et de matériel de guerre à une organisation terroriste."
- Iran : L'Iran condamne fermement les frappes, les qualifiant de "barbares".
- Hamas : Le Hamas dénonce les frappes comme une "agression flagrante"[7].